# Rivellia basilaris
Rivellia basilaris är en tvåvingeart som först beskrevs av Christian Rudolph Wilhelm Wiedemann 1830.  Rivellia basilaris ingår i släktet Rivellia och familjen bredmunsflugor. Inga underarter finns listade i Catalogue of Life.